# Arrinera Hussarya
Arrinera Hussarya − niezrealizowany projekt supersamochodu klasy średniej opracowywanego przez polskie przedsiębiorstwo Veno Automotive w latach 2008 – 2011, a następnie Arrinera w latach 2011 – 2020.

## Historia i opis modelu

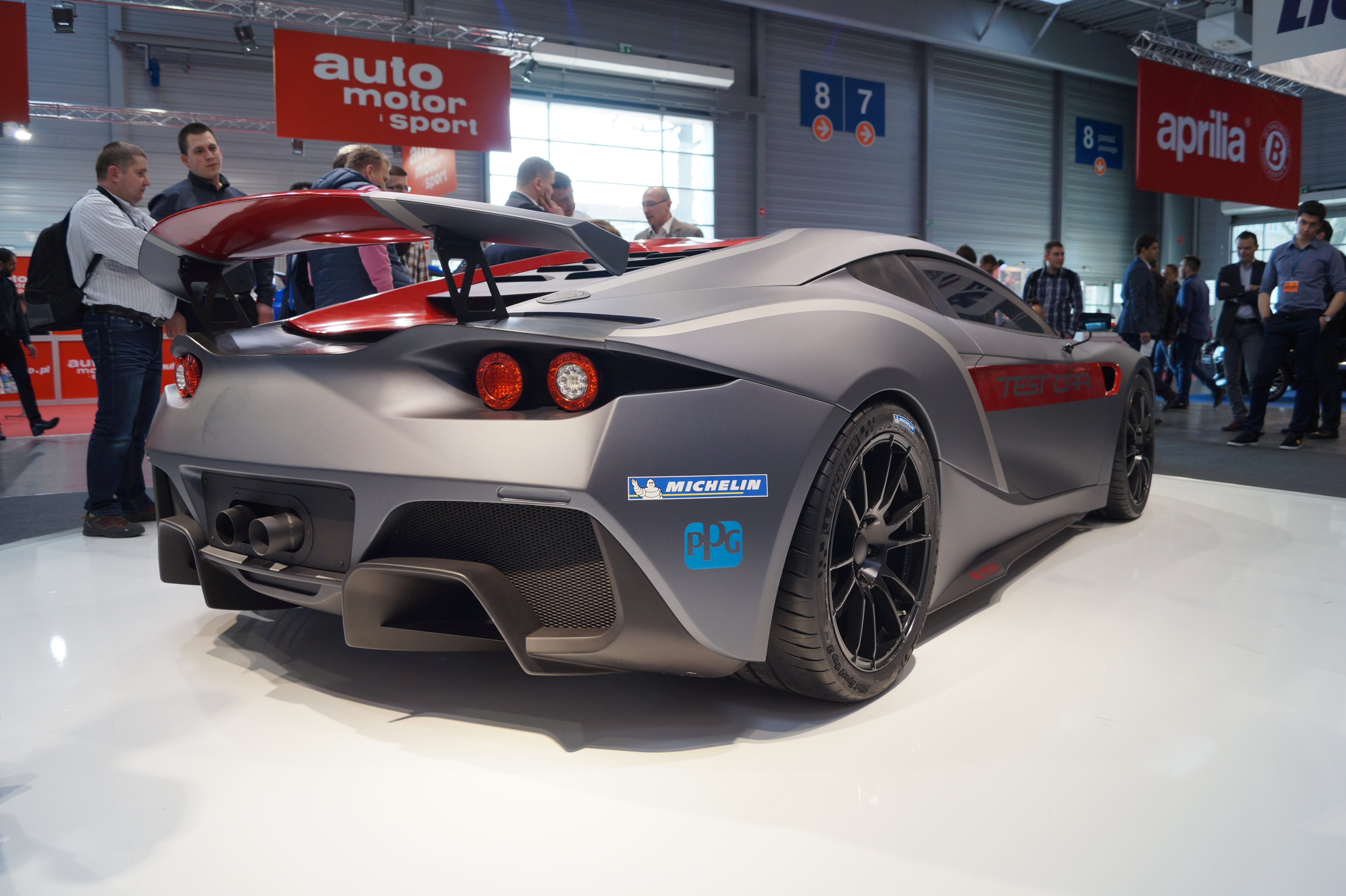
Arrinera Hussarya - tył

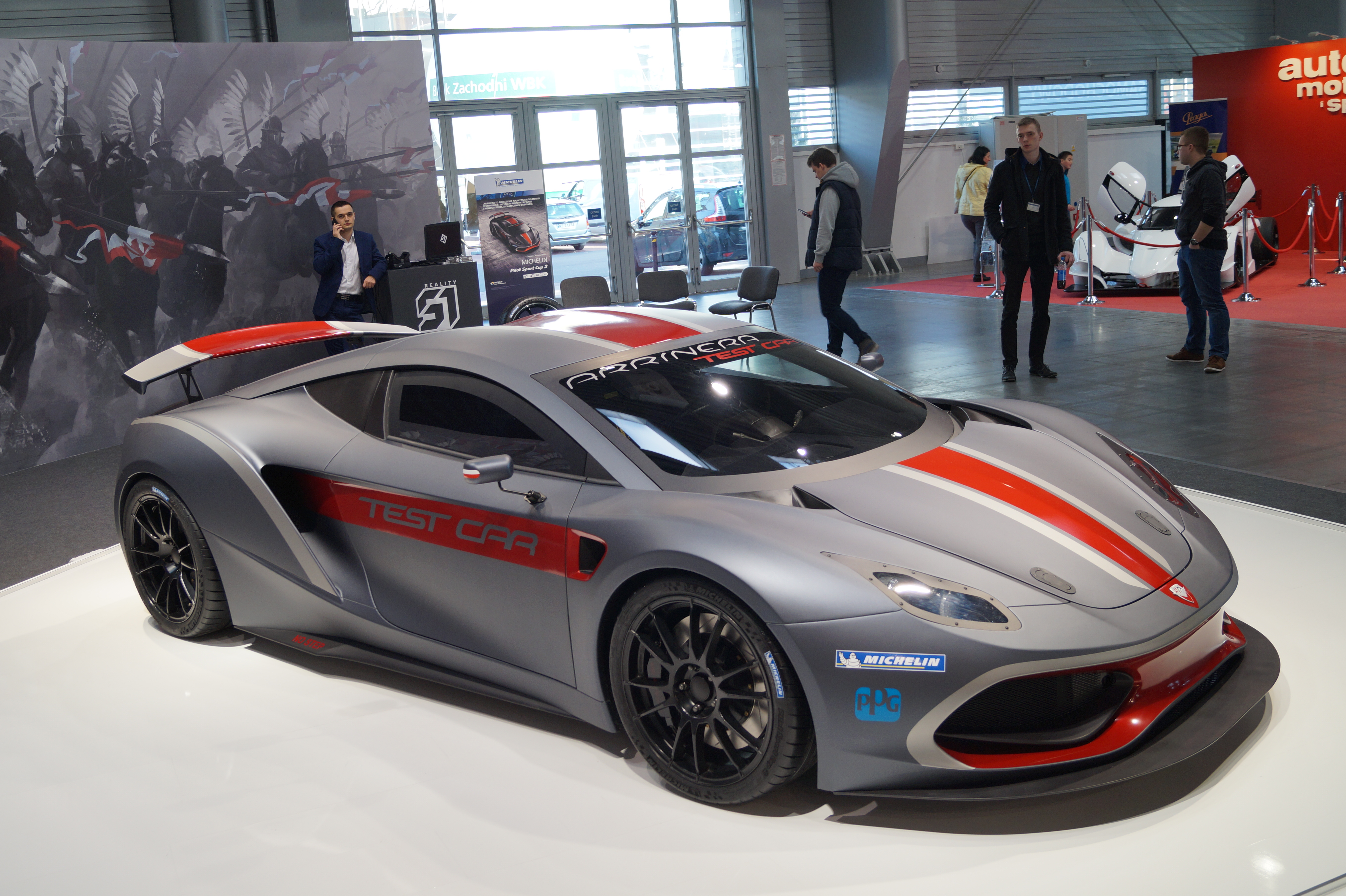
Arrinera Hussarya na Poznań Motor Show 2015

### Projekt Veno
Prace projektowe nad pierwszym polskim supersamochodem rozpoczęto w 2008 roku, pierwotnie planując nazwać inspirowany wyglądem Lamborghini Reventón krótko, Veno i ogłaszając plany związane z rozpoczęciem produkcji pojazdu pod taką nazwą przez ówczesną spółkę Veno Automotive w czerwcu 2008 roku.
W czerwcu 2009 roku przedstawiciele firmy poinformowali, że są w trakcie budowy pierwszego egzemplarza, planując jednocześnie roczną produkcję na poziomie 10-12 egzemplarzy na specjalne zamówienie.
Jednocześnie zrewidowano dotychczas przedstawiane założenia - plan ukończenia pierwszego prototypu uległ opóźnieniu z wiosny na końcówkę 2009 roku, zarzucono także chęć zbudowania pojazdu o napędzie elektrycznym czy takim, w którym napędem była jednostka zapożyczona od niemieckiego Audi. Budowany wówczas przedprodukcyjny egzemplarz powstał pod Wrocławiem w zakładzie produkującym repliki supersamochodów i kajaki.

### Arrinera
W maju 2011 roku Veno Automotive zmieniło nazwę na Arrinera Automotive, ogłaszając jednocześnie, że pod taką marką ma zostać wyprodukowany przyszły produkcyjny supersamochód. Ostateczny prototyp pojazdu zaprezentowano akcjonariuszom i inwestorom firmy Arrinera 9 czerwca 2011 roku, natomiast pierwsza jazda próbna odbyła się niecały miesiąc wcześniej − 17 maja 2011 roku.
Zmianę wyglądu wersji produkcyjnej względem prototypu ogłoszono we wrześniu 2011 roku. Pierwsze szkice zaprezentowano 17 lipca 2012 roku. 3 sierpnia 2012 roku na oficjalnym blogu firmy zaprezentowano komputerową symulację wyglądu wersji produkcyjnej pojazdu.
1 kwietnia 2014 roku zaprezentowano model samochodu w postaci przedprodukcyjnego prototypu o nazwie Arrinera Hussarya, z czego nazwa Hussarya odnosiła  się do siedemnastowiecznej polskiej kawalerii. Nadwozie miało typowe dla supersamochodów proporcje. Przód samochodu poprowadzono bardzo nisko. Dwa duże wloty powietrza pozwalają na wydajniejsze chłodzenie hamulców. Pojazd miał zostać wyposażony w 20-calowe koła z felgami ze stopów lekkich, z oponami Michelin Pilot Sport Cup 2: 245/30 R20 z przodu oraz 325/25 R20 z tyłu. 14 stycznia 2016 zaprezentowano wersję Arrinera GT.

### Hussarya 33

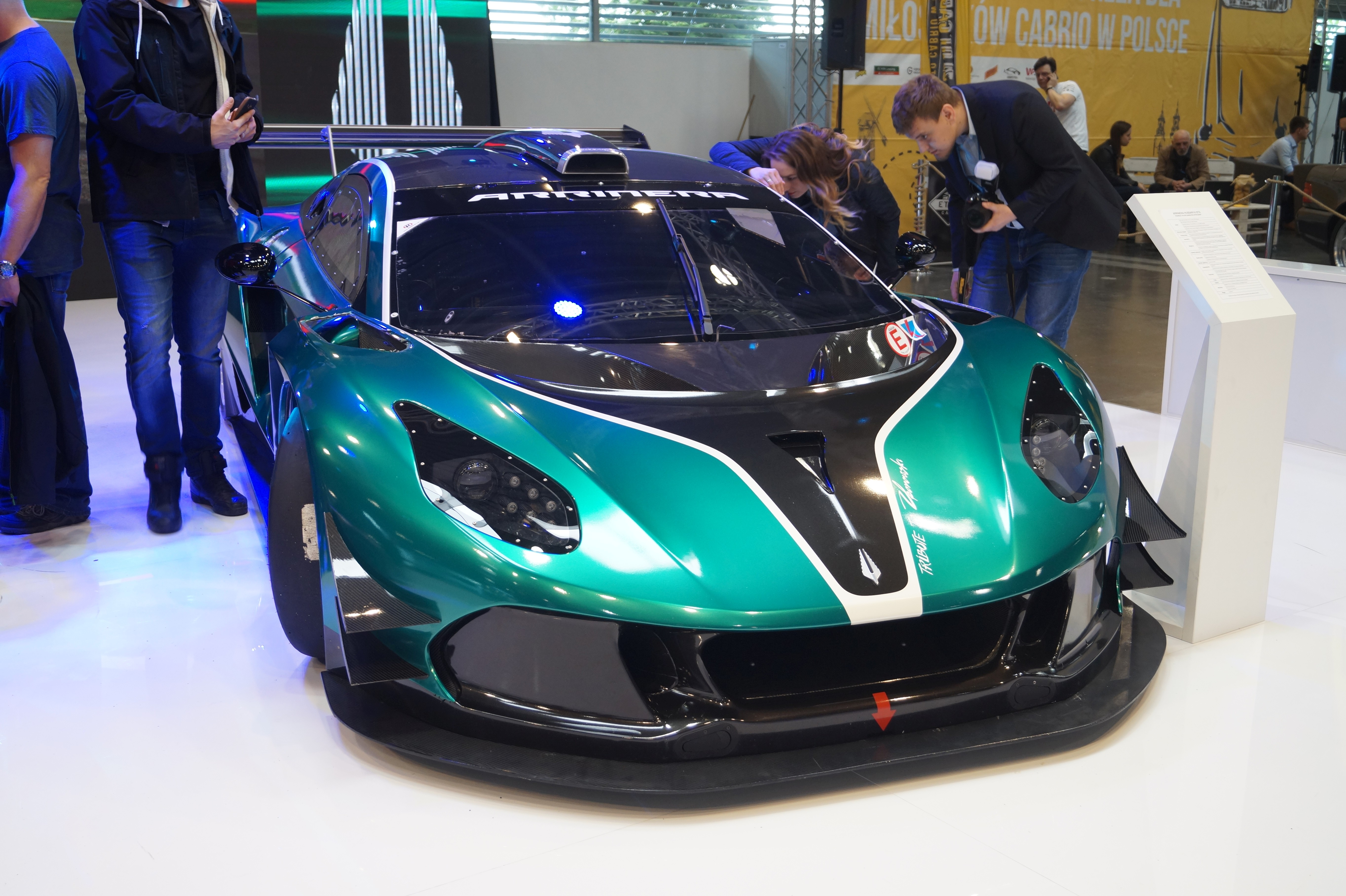
Arrinera Hussarya GT na Poznań Motor Show 2017

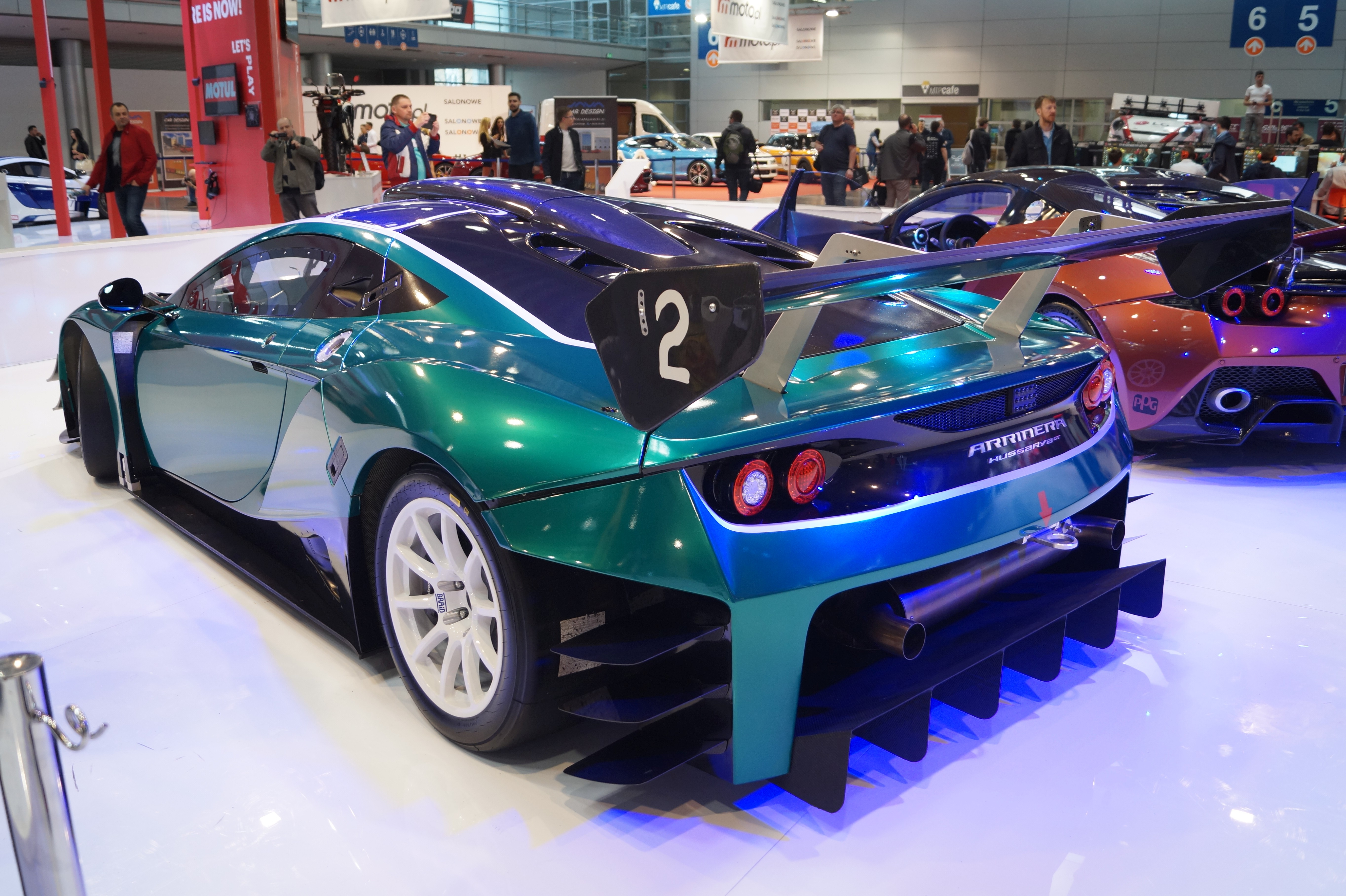
Arrinera Hussarya GT - tył

Arrinera zapowiedziała w 2012 roku, że planuje produkcję specjalnej wersji supersamochodu Hussarya o nazwie „Seria 33”, gdzie liczba „33” pochodzi od ilości wyprodukowanych samochodów specjalnej wersji. Od zwykłej wersji będzie się różnić elementami stylistycznymi wnętrza i nadwozia. Auto w tej wersji ma kosztować 200 tys. euro.

### Hussarya GT
Hussarya GT3 jest napędzana przez wolnossący silnik V8 LS7 o pojemności 7.0L o mocy 505 koni mechanicznych i dysponującym momentem obrotowym o wartości 652 Nm. Moc jest przenoszona poprzez sześciostopniową sekwencyjną skrzynię biegów Hewland LLS. Za zatrzymywanie pojazdu odpowiadają 380 mm tarcze hamulcowe z sześciotłoczkowymi zaciskami firmy Alcon. O zachowanie sterowności i ewentualnemu zablokowania kół podczas hamowania kontroluje układ ABS Bosch. Waga samochodu nie przekracza 1250 kg.
Podczas imprezy motoryzacyjnej Goodwood Festival of Speed 2017 w wyścigu górskim FOS Timed Shootout Anthony Reid za kierownicą Arrinery Hussarya GT3 uzyskał czas 48,28s. zajmując tym samym czwarte miejsce, wyprzedzając takie samochody jak np. Porsche 911 GT3 Cup, Ford Mustang GT4, Mahindra M4Electro, Mitsubishi Mirage RX czy pojazdy serii Euro-NASCAR RC-01.

### Rezygnacja z projektu
W drugiej połowie sierpnia 2021 roku w polskich mediach opublikowano informacje wskazujące na ostateczne zakończenie prac konstrukcyjnych nad samochodem z powodu braku środków finansowych na dalszy rozwój. W pierwszej połowie miesiąca prezes zarządu Arrinera S.A., Piotr Gniadek, napisał oficjalny list do akcjonariuszy spółki.

Przekazuję na Państwa ręce zaległy raport kwartał za II kwartał roku 2019. Był to okres w którym Spółka zmagała się ze skutkami braku środków na finansowanie rozwoju swojego sztandarowego projektu, to jest supersamochodu Arrinera, oraz ze skutkami wywołanego tym kryzysu organizacyjnego. Pomimo podejmowanych w tym zakresie prób, nie udało się znaleźć niezbędnego finansowania. W efekcie doprowadziło to do podjęcia decyzji o rezygnacji z rozwijania projektu supersamochodu Arrinera i zbycia aktywów związanych z tym projektem, to jest wszystkich posiadanych akcji Arrinera Technology S.A

Projekt Hussaryi nie doczekał się w ten sposób ostatecznej realizacji, a firma nie sprzedała żadnego z wyprodukowanych dotychczas przedprodukcyjnych prototypów. Łączny okres rozwoju projektu polskiego supersamochodu Veno i później Arrinera trwał 13 lat - między 2008, a 2021 rokiem.

## Wyposażenie[16]

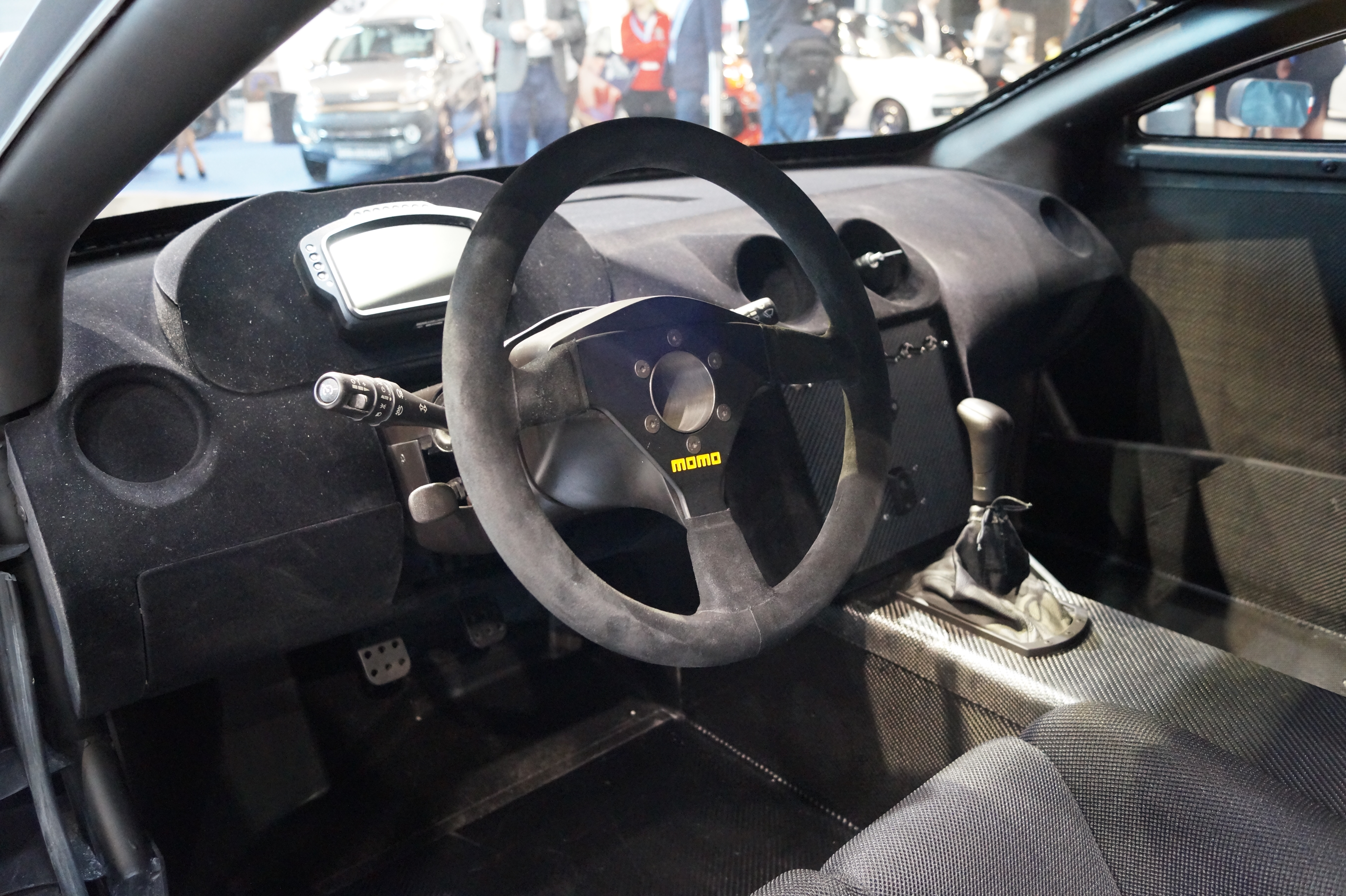
Arrinera Hussarya GT - kokpit

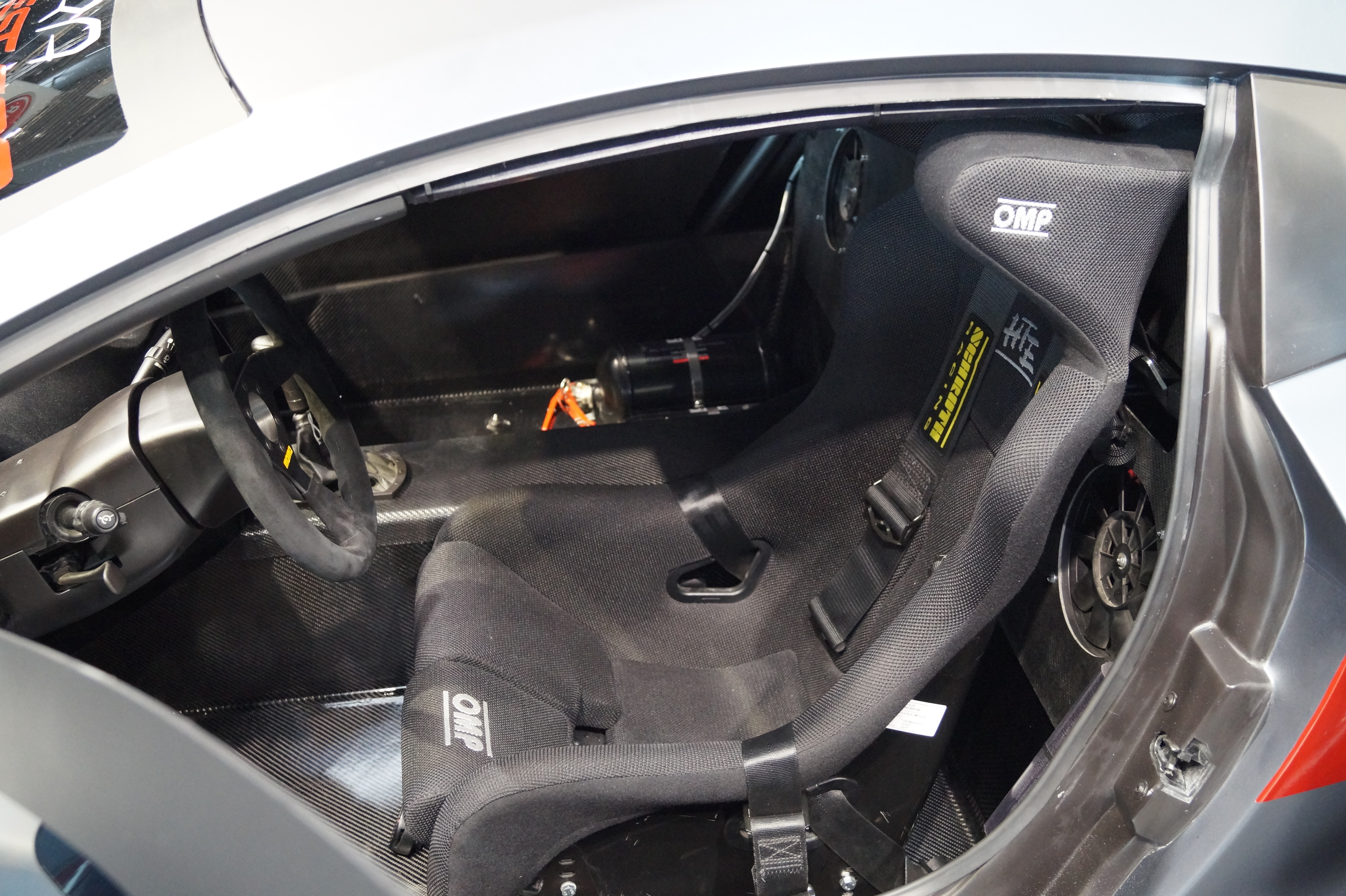
Arrinera Hussarya GT - kabina pasażerska

Standardowe wyposażenie pojazdu obejmować miało m.in. radioodtwarzacz CD/MP3 z 4 głośnikami oraz zestawem głośnomówiącym Bluetooth, elektrycznie sterowane i podgrzewane lusterka boczne, elektrycznie sterowane szyby, sportowe fotele, obszywaną skórą deskę rozdzielczą, centralny zamek z pilotem, światła do jazdy dziennej, światła mijania oraz światła drogowe wykonane w technologii LED, 3-ramienną sportową kierownicę, klimatyzację manualną, kamerę cofania, czujniki parkowania, skórzaną tapicerkę oraz złącze AUX.
Opcjonalnie pojazd miał mieć m.in. następujące pakiety wyposażenia:
- Termowizja – kamera termowizyjna oraz podnoszony ekran LCD
- Carbon wnętrze − elementy wykonane z włókna węglowego z widocznymi włóknami: konsola środkowa, progi wewnętrzne, rączki w drzwiach, obudowa cyferblatów, kierownica, tylne oparcie foteli.
- Carbon − elementy wykonane z włókna węglowego z widocznymi włóknami: lusterka, tylny dyfuzor, osłona silnika.
- Carbon premium − elementy wykonane z włókna węglowego z widocznymi włóknami: pakiet standard + kompletna karoseria wykonana z włókna węglowego.
- Carbon mat − wszystkie elementy wykonane z matowego włókna węglowego.
- Car audio premium − system 6 głośników wraz ze wzmacniaczem, DVD z nawigacją.
- LED − podświetlenie wnętrza kabiny pasażerskiej oraz drzwi za pomocą LED.
- Hamulce − powiększone tarcze hamulcowe i zaciski
- Tor − czteropunktowe pasy, utwardzone zawieszenie, obniżony profil opon, fotele kubełkowe wykonane z włókna węglowego.
- Exclusive − indywidualny kolor nadwozia, detale wnętrza, przeszycia na skórze, elementy z włókna węglowego w jednym z pięciu dostępnych wzorów pokrywane odcieniem podobnym do koloru karoserii.

## Dane techniczne

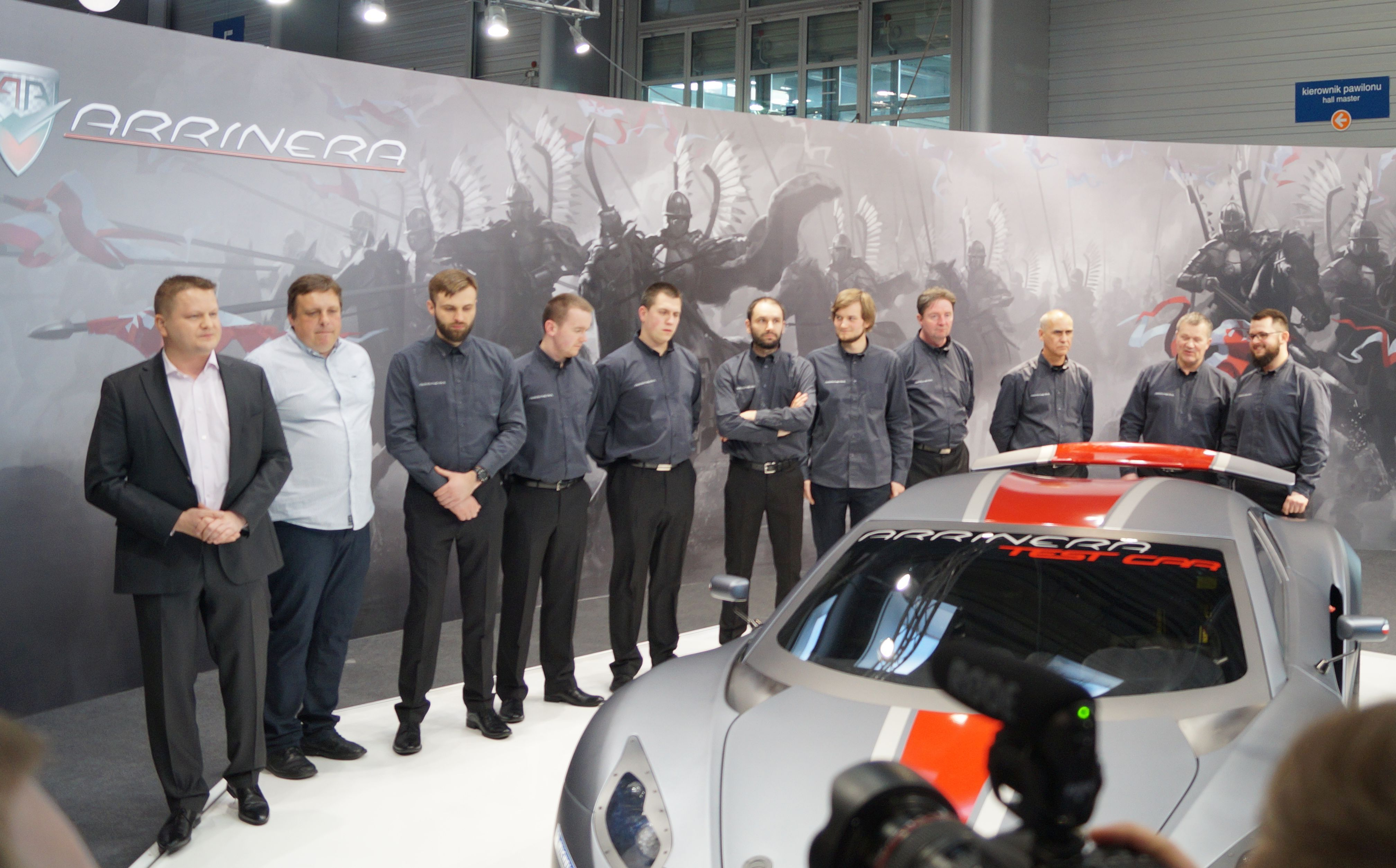
Zespół inżynierów pracujących nad prototypem z 2014 roku

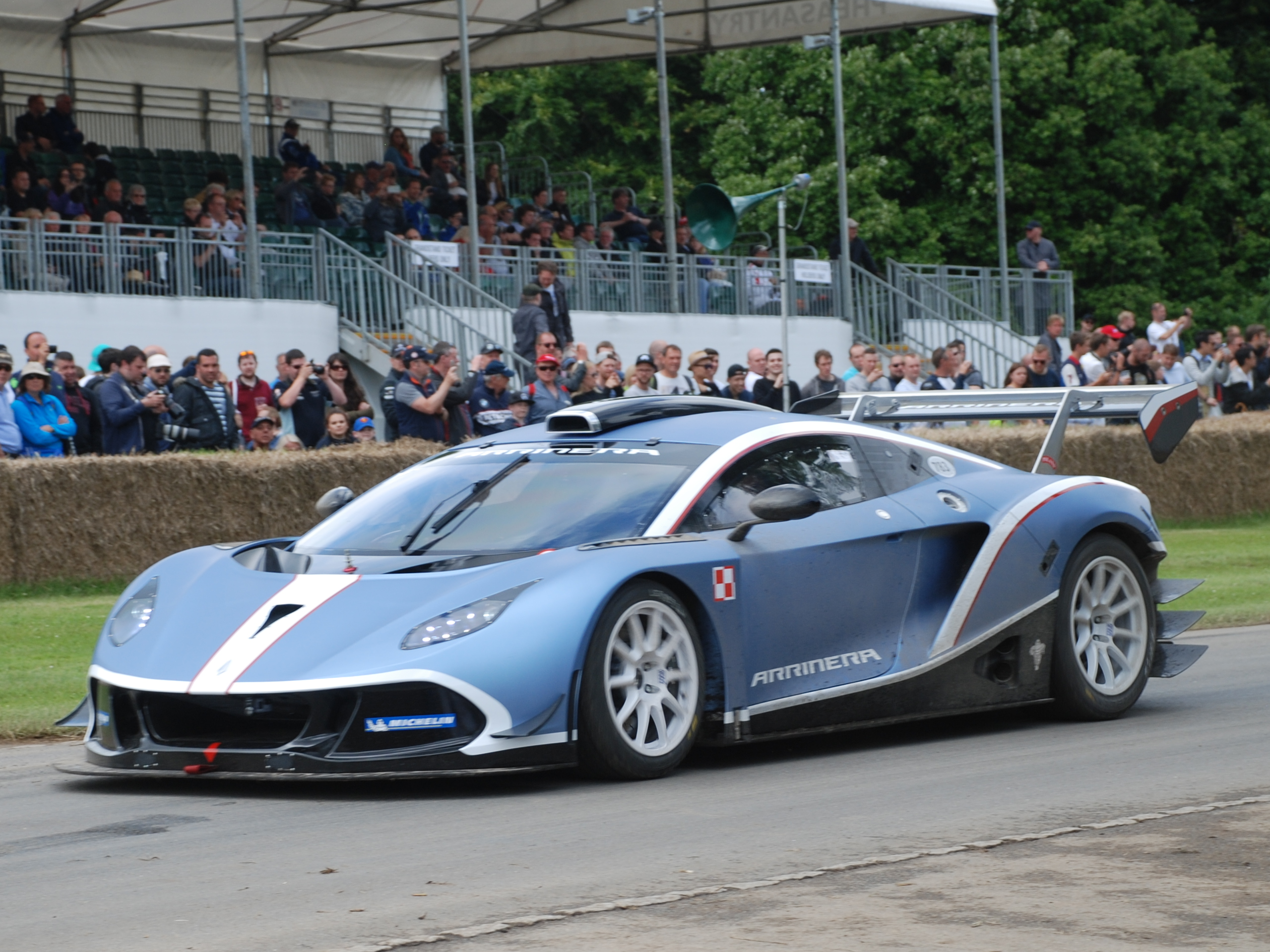
Arrinera Hussarya podczas Goodwood Festival Of Speed, 2016

### Silnik
Arrinera 33 miała być testowana z centralnie umieszczoną wolnossącą jednostką benzynową w układzie V8 o pojemności 6.2 litra i mocy 650 KM oraz momencie obrotowym 810 Nm, napędzającą tylną oś pojazdu poprzez 6-biegową manualną lub sekwencyjną skrzynię biegów.
Skrzynię biegów wyposażono w elektroniczne sensory oraz mechanizm różnicowy, w którym następuje samoczynne dostosowanie rozdziału momentu napędowego na poszczególne koła napędowe, w zależności od współczynnika przyczepności, a także dzięki dodatkowym sensorom w możliwość zautomatyzowania oraz szybką zmianę biegów poprzez łopatki umieszczone przy kole kierownicy.
Prędkość maksymalna wynikająca z charakterystyki silnika, obecnej 6-biegowej skrzyni biegów i zastosowanych opon ma zostać elektronicznie ograniczona do 330 km/h. Stosunek mocy do masy pojazdu wynosi 615KM/t Pierwszy prototyp pojazdu wyposażony był w silnik Diesla Audi.

### Rama i nadwozie
Rama pojazdu zaprojektowana została przez brytyjskiego inżyniera Lee Noble’a i została wykonana z wysokowytrzymałej stali o zróżnicowanym przekroju z uwzględnieniem odpowiedniej wytrzymałości na skręcanie. Rama miała być lekka i charakteryzować się dużą odpornością na odkształcenia. Opcjonalnie nadwozie, wnętrze oraz podłoga samochodu będą mogły zostać wykonane z kompozytów węglowych i kevlarowych. Aby zwiększyć wytrzymałość lakieru na zarysowania, planowano wykorzystanie przy jego produkcji grafenu.

## Kontrowersje
W maju 2012 roku dwaj polscy dziennikarze motoryzacyjni zaprezentowali materiał o kulisach produkcji samochodu, w którym dziennikarze portalu moto.pl próbowali dowieść, że prototyp samochodu jest jedynie repliką innych znanych aut. Arrinera Automotive w odpowiedzi przesłało sprostowanie, którego nie opublikowano. Spółka wytoczyła też proces, w którym zarzuciła dziennikarzowi rozpowszechnianie nieprawdziwych informacji i pomówienie, Jacek Balkan został jednak uniewinniony.

## Kultura masowa
Samochód jest obecny w grach komputerowych: CSR Racing, Asphalt 8: Airborne oraz Asphalt 9: Legends.